# Chastreix
Cet article traite de la commune de Chastreix. Pour la station de ski, consulter Chastreix-Sancy.
Chastreix (/ʃas.tʁɛ/) est une commune française située dans le département du Puy-de-Dôme, en région Auvergne-Rhône-Alpes.

## Géographie

### Localisation
La commune de Chastreix se situe au sud-ouest du département du Puy-de-Dôme.

### Communes limitrophes
Six communes sont limitrophes de Chastreix :
|             | La Tour-d'Auvergne | Mont-Dore       |
| Bagnols     | Chastreix          | Chambon-sur-Lac |
| Saint-Donat |                    | Picherande      |

### Hydrographie

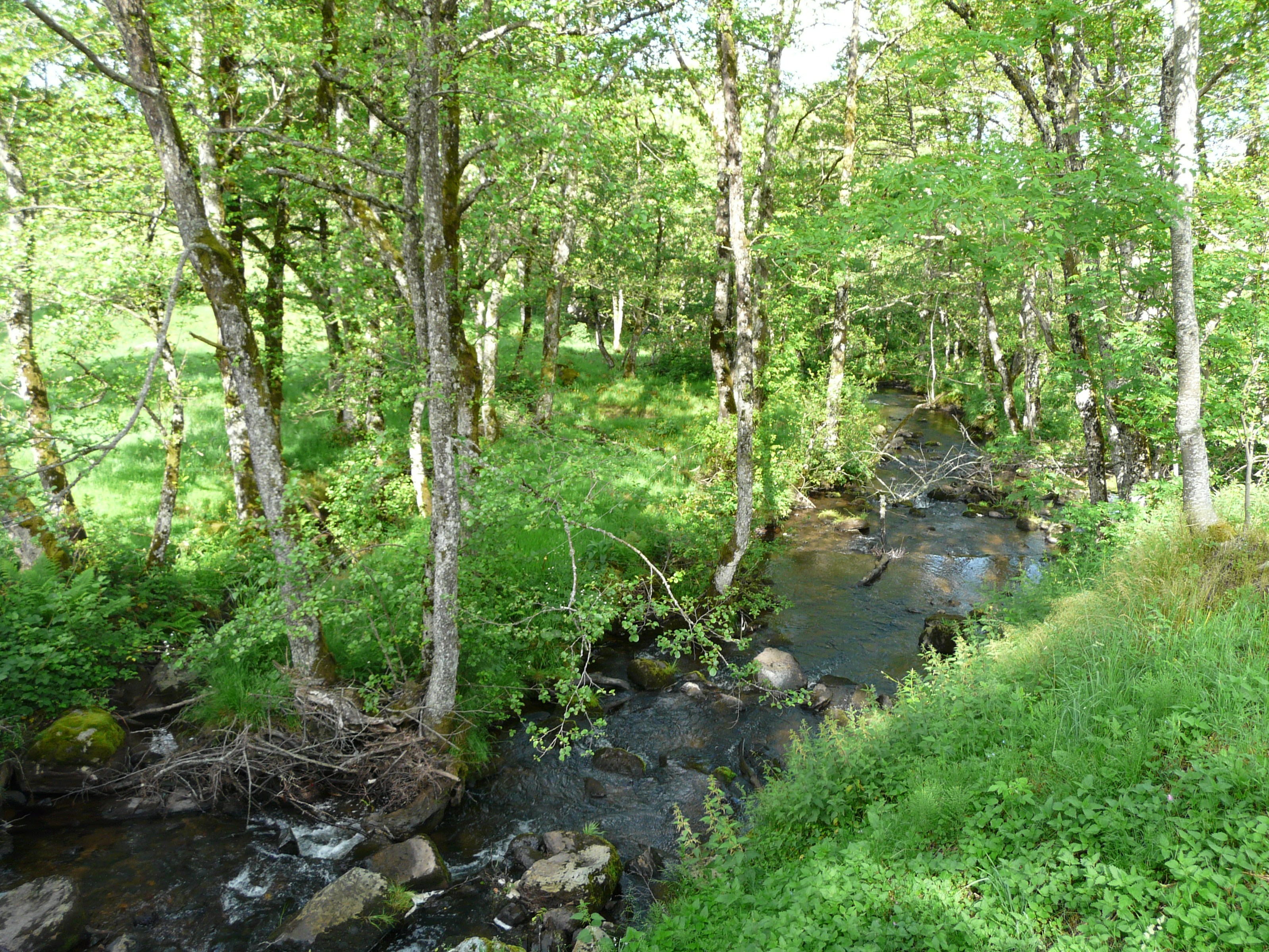
La Gagne à Chastreix.

La commune est arrosée par la Jarrige et son affluent la Gagne qui y prennent leur source, ainsi que par la Trentaine et son affluent le ruisseau de Taraffet.

### Transports
Le territoire communal est traversé par la route départementale 203, axe desservant le sud-ouest du département, et reliant La Tour-d'Auvergne à Besse-et-Saint-Anastaise. La départementale 615 relie la RD 203 à la station de Chastreix-Sancy.
La RD 88 relie Saint-Genès-Champespe et Saint-Donat à La Bourboule via le centre du village.
Au nord-ouest de la commune, la RD 129 relie La Tour-d'Auvergne à la RD 25 à Saint-Donat.

### Climat
Pour des articles plus généraux, voir Climat d'Auvergne-Rhône-Alpes et Climat du Puy-de-Dôme.
En 2010, le climat de la commune est de type climat de montagne, selon une étude du Centre national de la recherche scientifique s'appuyant sur une série de données couvrant la période 1971-2000. En 2020, Météo-France publie une typologie des climats de la France métropolitaine dans laquelle la commune est exposée à un climat de montagne ou de marges de montagne et est dans la région climatique Ouest et nord-ouest du Massif Central, caractérisée par une pluviométrie annuelle de 900 à 1 500 mm, maximale en automne et en hiver.
Pour la période 1971-2000, la température annuelle moyenne est de 7,8 °C, avec une amplitude thermique annuelle de 14,7 °C. Le cumul annuel moyen de précipitations est de 1 434 mm, avec 12,1 jours de précipitations en janvier et 9,3 jours en juillet. Pour la période 1991-2020, la température moyenne annuelle observée sur la station météorologique installée sur la commune est de 6,4 °C et le cumul annuel moyen de précipitations est de 1 607,3 mm,. Pour l'avenir, les paramètres climatiques de la commune estimés pour 2050 selon différents scénarios d'émission de gaz à effet de serre sont consultables sur un site dédié publié par Météo-France en novembre 2022.
| Mois                                  | jan.             | fév.           | mars           | avril         | mai           | juin            | jui.          | août           | sep.            | oct.          | nov.             | déc.            | année      |
| ------------------------------------- | ---------------- | -------------- | -------------- | ------------- | ------------- | --------------- | ------------- | -------------- | --------------- | ------------- | ---------------- | --------------- | ---------- |
| Température minimale moyenne (°C)     | −3               | −3,6           | −1,2           | 1             | 4,6           | 8,1             | 9,9           | 10,2           | 7,1             | 4,4           | 0,2              | −1,9            | 3          |
| Température moyenne (°C)              | −0,3             | −0,7           | 1,9            | 4,5           | 8,4           | 12,1            | 14,1          | 14,3           | 10,8            | 7,6           | 3                | 0,8             | 6,4        |
| Température maximale moyenne (°C)     | 2,4              | 2,2            | 5              | 8,1           | 12,3          | 16              | 18,2          | 18,3           | 14,4            | 10,8          | 5,7              | 3,5             | 9,7        |
| Record de froid (°C) date du record   | −15,7 22.01.1992 | −19,1 08.02.12 | −14,8 01.03.05 | −10 07.04.08  | −5,4 05.05.19 | −0,9 14.06.1995 | 0,7 12.07.00  | 2,1 28.08.1998 | −1,3 19.09.1994 | −8,3 28.10.12 | −13,3 22.11.1999 | −16,8 14.12.01  | −19,1 2012 |
| Record de chaleur (°C) date du record | 17 06.01.1999    | 17,1 26.02.19  | 18,3 17.03.04  | 22,3 30.04.05 | 25,5 22.05.22 | 31,2 27.06.19   | 30,5 23.07.19 | 30,6 12.08.03  | 27,4 04.09.23   | 24,6 08.10.23 | 20,5 08.11.15    | 16,6 15.12.1998 | 31,2 2019  |
| Ensoleillement (h)                    | 975              | 1 183          | 1 529          | 1 668         | 1 711         | 1 963           | 2 286         | 2 116          | 1 768           | 138           | 872              | 918             | 18 369     |
| Précipitations (mm)                   | 122,5            | 107,9          | 112,6          | 125,2         | 154,3         | 139             | 123,5         | 120,4          | 141,1           | 141,6         | 165,9            | 153,3           | 1 607,3    |

## Urbanisme

### Typologie
Au 1er janvier 2024, Chastreix est catégorisée commune rurale à habitat très dispersé, selon la nouvelle grille communale de densité à sept niveaux définie par l'Insee en 2022.
Elle est située hors unité urbaine et hors attraction des villes,.

### Occupation des sols
L'occupation des sols de la commune, telle qu'elle ressort de la base de données européenne d’occupation biophysique des sols Corine Land Cover (CLC), est marquée par l'importance des forêts et milieux semi-naturels (56,2 % en 2018), en augmentation par rapport à 1990 (55,2 %). La répartition détaillée en 2018 est la suivante : prairies (41,8 %), milieux à végétation arbustive et/ou herbacée (35 %), forêts (21,3 %), zones agricoles hétérogènes (1,3 %), espaces verts artificialisés, non agricoles (0,7 %). L'évolution de l'occupation des sols de la commune et de ses infrastructures peut être observée sur les différentes représentations cartographiques du territoire : la carte de Cassini (XVIIIe siècle), la carte d'état-major (1820-1866) et les cartes ou photos aériennes de l'IGN pour la période actuelle (1950 à aujourd'hui).

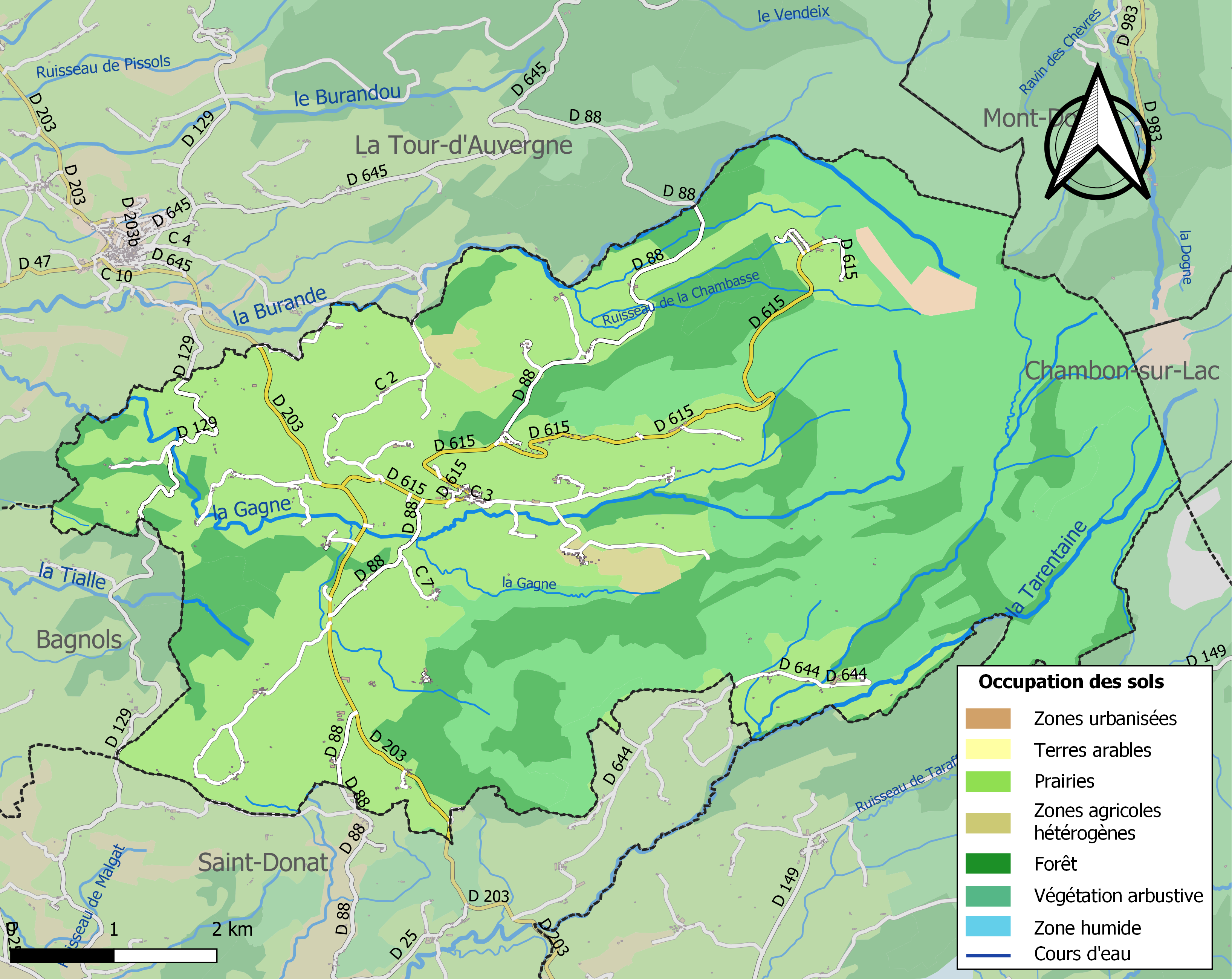
Carte des infrastructures et de l'occupation des sols de la commune en 2018 (CLC).

## Toponymie
Le nom de la commune dérive d'une forme palatalisée altomédiévale du mot latin « castrum » désignant un château. En dérive le français Chastreix et les formes auvergnates locales Chastris (/ˈtsastri/) ou encore Chastres.

## Histoire
La commune est riche de vestiges de structures pastorales d'époque médiévale/moderne, dans les montagnes.

## Politique et administration

### Découpage territorial
La commune de Chastreix est membre de la communauté de communes du Massif du Sancy, un établissement public de coopération intercommunale (EPCI) à fiscalité propre créé le 10 décembre 1999 dont le siège est au Mont-Dore. Ce dernier est par ailleurs membre d'autres groupements intercommunaux.
Sur le plan administratif, elle est rattachée à l'arrondissement d'Issoire, à la circonscription administrative de l'État du Puy-de-Dôme et à la région Auvergne-Rhône-Alpes. Jusqu'en mars 2015, elle faisait partie du canton de La Tour-d'Auvergne.
Sur le plan électoral, elle dépend du canton du Sancy pour l'élection des conseillers départementaux, depuis le redécoupage cantonal de 2014 entré en vigueur en 2015, et de la troisième circonscription du Puy-de-Dôme pour les élections législatives, depuis le dernier découpage électoral de 2010.

### Élections municipales et communautaires

#### Élections de 2020
Le conseil municipal de Chastreix, commune de moins de 1 000 habitants, est élu au scrutin majoritaire plurinominal à deux tours avec candidatures isolées ou groupées et possibilité de panachage. Compte tenu de la population communale, le nombre de sièges à pourvoir lors des élections municipales de 2020 est de 11. Sur les vingt-quatre candidats en lice, dix sont élus dès le premier tour, le 15 mars 2020, avec un taux de participation de 83,53 %. Le conseiller restant à élire est élu au second tour, qui se tient le 28 juin 2020 du fait de la pandémie de Covid-19, avec un taux de participation de 57,48 %.
| Période                                  | Période                       | Identité     | Étiquette | Qualité              |
| ---------------------------------------- | ----------------------------- | ------------ | --------- | -------------------- |
| Les données manquantes sont à compléter. |                               |              |           |                      |
|                                          |                               |              |           |                      |
| mars 2001                                | En cours (au 14 juillet 2021) | Michel Babut |           | Retraité agriculteur |

## Population et société

### Démographie

#### Évolution démographique
L'évolution du nombre d'habitants est connue à travers les recensements de la population effectués dans la commune depuis 1793. Pour les communes de moins de 10 000 habitants, une enquête de recensement portant sur toute la population est réalisée tous les cinq ans, les populations de référence des années intermédiaires étant quant à elles estimées par interpolation ou extrapolation. Pour la commune, le premier recensement exhaustif entrant dans le cadre du nouveau dispositif a été réalisé en 2004.

En 2022, la commune comptait 233 habitants, en évolution de +3,1 % par rapport à 2016 (Puy-de-Dôme : +2,1 %, France hors Mayotte : +2,11 %).
| 1793 | 1800  | 1806  | 1821 | 1831  | 1836 | 1841 | 1846  | 1851  |
| ---- | ----- | ----- | ---- | ----- | ---- | ---- | ----- | ----- |
| 822  | 1 097 | 1 150 | 927  | 1 019 | 861  | 974  | 1 053 | 1 084 |

| 1856  | 1861  | 1866  | 1872  | 1876  | 1881  | 1886  | 1891  | 1896  |
| ----- | ----- | ----- | ----- | ----- | ----- | ----- | ----- | ----- |
| 1 103 | 1 057 | 1 063 | 1 095 | 1 102 | 1 146 | 1 127 | 1 100 | 1 080 |

| 1901 | 1906 | 1911 | 1921 | 1926 | 1931 | 1936 | 1946 | 1954 |
| ---- | ---- | ---- | ---- | ---- | ---- | ---- | ---- | ---- |
| 965  | 960  | 899  | 796  | 745  | 716  | 671  | 604  | 583  |

| 1962 | 1968 | 1975 | 1982 | 1990 | 1999 | 2004 | 2006 | 2009 |
| ---- | ---- | ---- | ---- | ---- | ---- | ---- | ---- | ---- |
| 567  | 556  | 507  | 413  | 359  | 273  | 254  | 254  | 242  |

| 2014 | 2019 | 2022 | - | - | - | - | - | - |
| ---- | ---- | ---- | - | - | - | - | - | - |
| 230  | 223  | 233  | - | - | - | - | - | - |

#### Pyramide des âges
La population de la commune est relativement âgée.
En 2018, le taux de personnes d'un âge inférieur à 30 ans s'élève à 18,0 %, soit en dessous de la moyenne départementale (34,2 %). À l'inverse, le taux de personnes d'âge supérieur à 60 ans est de 45,3 % la même année, alors qu'il est de 27,9 % au niveau départemental.
En 2018, la commune comptait 127 hommes pour 97 femmes, soit un taux de 56,70 % d'hommes, largement supérieur au taux départemental (48,41 %).
Les pyramides des âges de la commune et du département s'établissent comme suit.
| Hommes | Classe d’âge | Femmes |
| ------ | ------------ | ------ |
| 0,0    | 90 ou +      | 5,2    |
| 9,5    | 75-89 ans    | 6,2    |
| 33,3   | 60-74 ans    | 37,1   |
| 25,4   | 45-59 ans    | 26,8   |
| 11,1   | 30-44 ans    | 10,3   |
| 9,5    | 15-29 ans    | 8,2    |
| 11,1   | 0-14 ans     | 6,2    |

| Hommes | Classe d’âge | Femmes |
| ------ | ------------ | ------ |
| 0,7    | 90 ou +      | 2,1    |
| 7,4    | 75-89 ans    | 10,2   |
| 17,7   | 60-74 ans    | 18,6   |
| 20,2   | 45-59 ans    | 19,2   |
| 18,4   | 30-44 ans    | 17,4   |
| 18,6   | 15-29 ans    | 17,2   |
| 17     | 0-14 ans     | 15,3   |

### Manifestations culturelles et festivités
Les 22 et 23 juillet 2017 aura lieu la Fête de l'eau, manifestation culturelle, patrimoniale, festive et sportive, organisée par l'Association chemins et patrimoine au pays des Toupis. Dans ce cadre sera organisé, le dimanche 23, un rallye multisport (équitation, VTT, course à pied, marche).[pertinence contestée]

## Économie

### Emploi
En 2012, la population âgée de 15 à 64 ans s'élevait à 144 personnes, parmi lesquelles on comptait 78,1 % d'actifs dont 73,7 % ayant un emploi et 4,4 % de chômeurs.
On comptait 109 emplois dans la zone d'emploi. Le nombre d'actifs ayant un emploi résidant dans la zone étant de 106, l'indicateur de concentration d'emploi est de 102,7 %, ce qui signifie que la commune offre plus d'un emploi par habitant actif.

### Entreprises
Au 1er janvier 2013, Chastreix comptait 18 entreprises : 4 dans l'industrie, 1 dans la construction, 10 dans le commerce, les transports et les services divers et 3 dans le secteur administratif.
En outre, elle comptait 21 établissements.

### Tourisme
Au 1er janvier 2015, la commune ne possède aucun hôtel, camping ou autre hébergement collectif.

## Culture locale et patrimoine

### Lieux et monuments
- L'église Saint-Bonnet du XIVe siècle fait l'objet d'un classement au titre des monuments historiques depuis 1907[25].

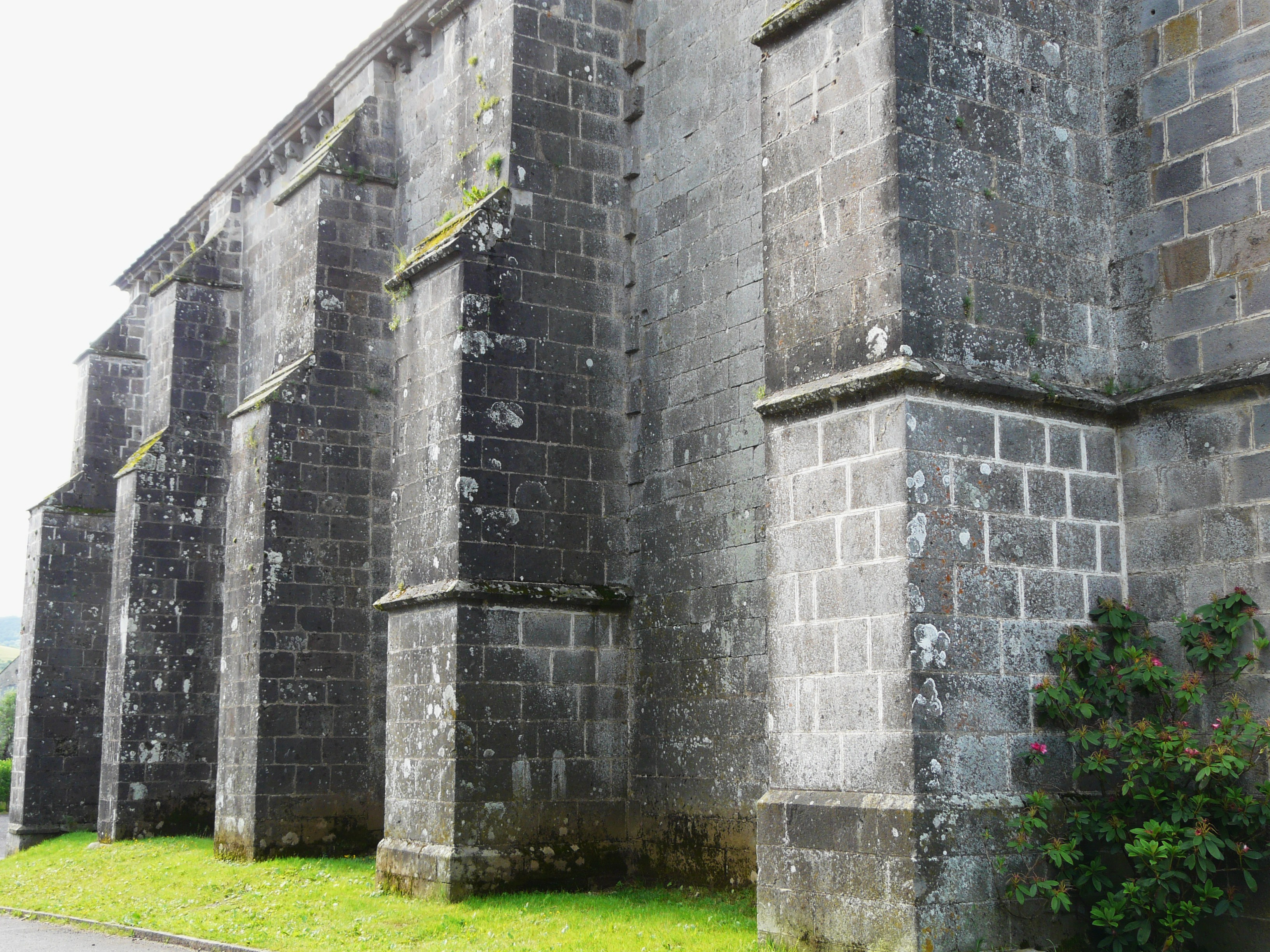
Les contreforts de l'église.
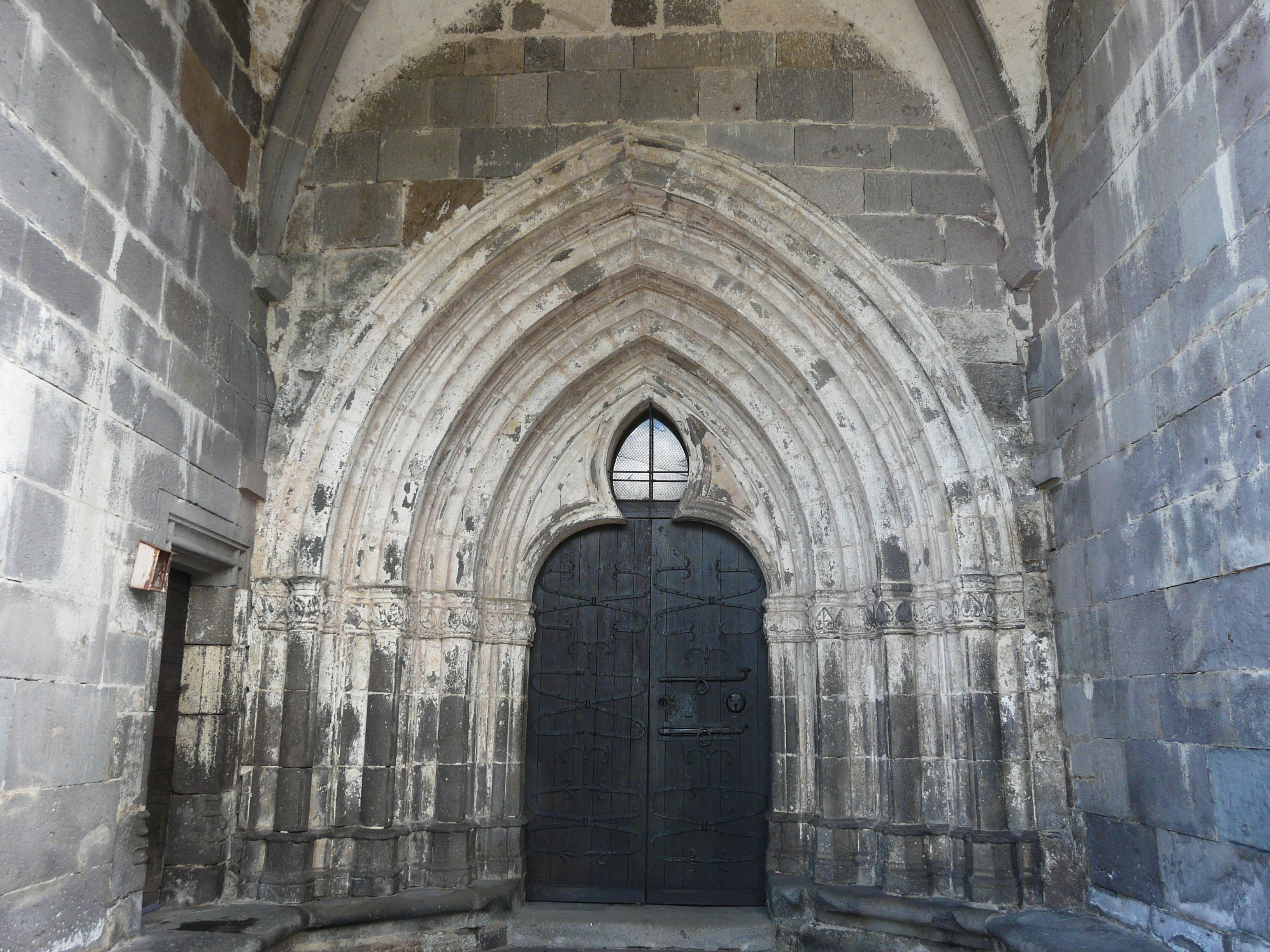
Son portail sud.
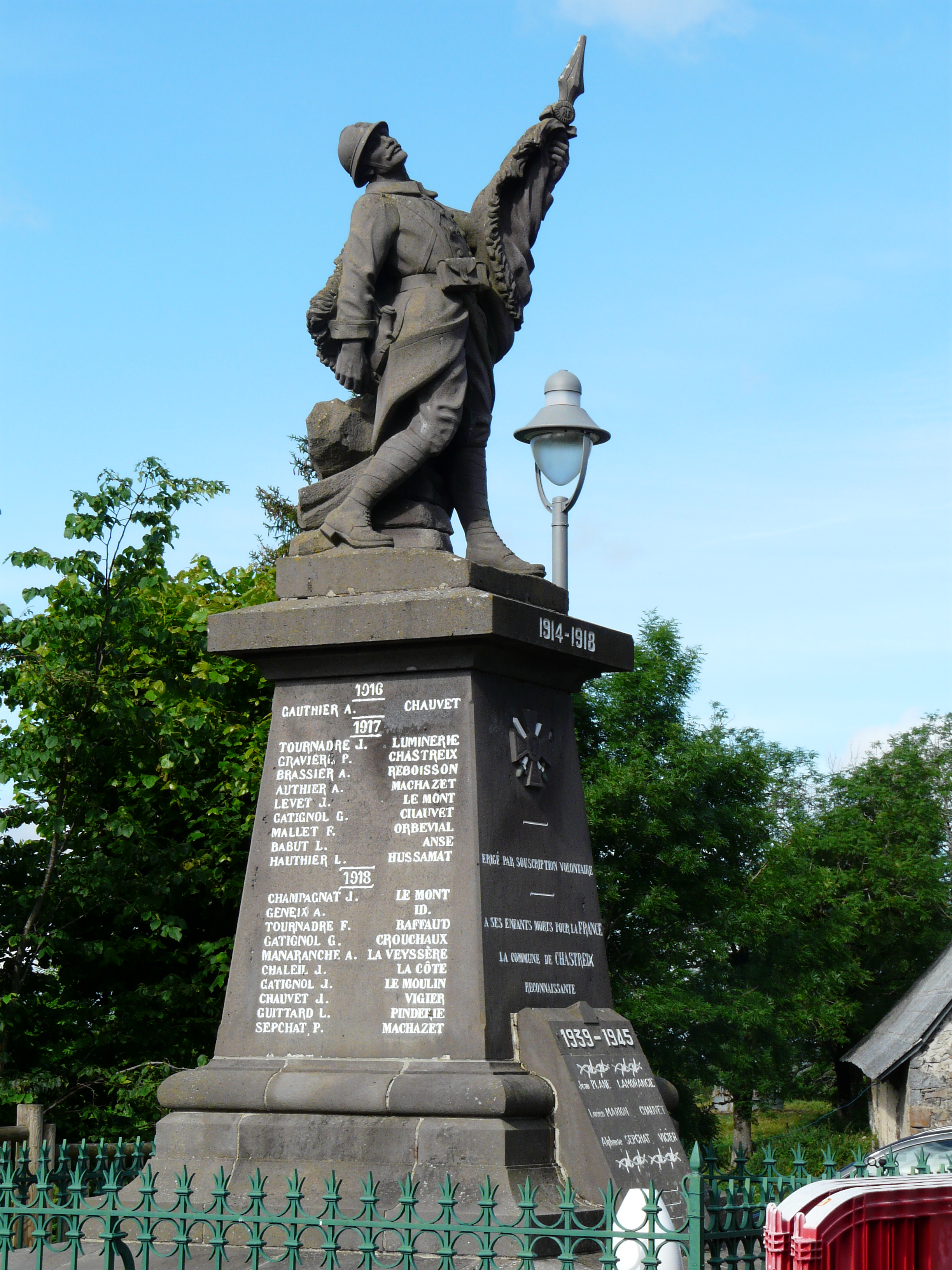
Le monument aux morts.

### Station de sports d'hiver de Chastreix-Sancy
La station de Chastreix-Sancy est située sur le versant ouest du puy de Sancy à 5 kilomètres du village. C'est une station de petite dimension constituée d'un ensemble de chalets, qui possède un domaine alpin de 16 kilomètres de pistes évoluant entre 1 350 mètres et 1 730 mètres d'altitude, desservies par 7 téléskis et équipé de 28 enneigeurs.
Le secteur nordique compte pour sa part 15 kilomètres de pistes de fond situées entre 1 350 et 1 450 mètres d'altitude, propices à la découverte de la nature en famille avec la vallée de la Fontaine Salée. Il existe également 15 kilomètres d'itinéraires pour la pratique de la raquette.

### Patrimoine naturel
- Réserve naturelle nationale de Chastreix-Sancy, créée en 2007.

### Personnalités liées à la commune
- Jean Goy (1892-1944), né à Chastreix, homme politique ;
- André Rochon (1906-1986), né à Chastreix, joueur de rugby à XV à l'AS Montferrand et international français.